# Eriocybe
Eriocybe is een monotypisch geslacht van schimmels behorend tot de familie Agaricaceae. Het geslacht bevat alleen Eriocybe chionea.